# Équipe cycliste La Française
Pour les articles homonymes, voir La Française.
La Française  est une ancienne équipe cycliste qui a disputé des courses de 1901 à 1955.

## Histoire de l'équipe

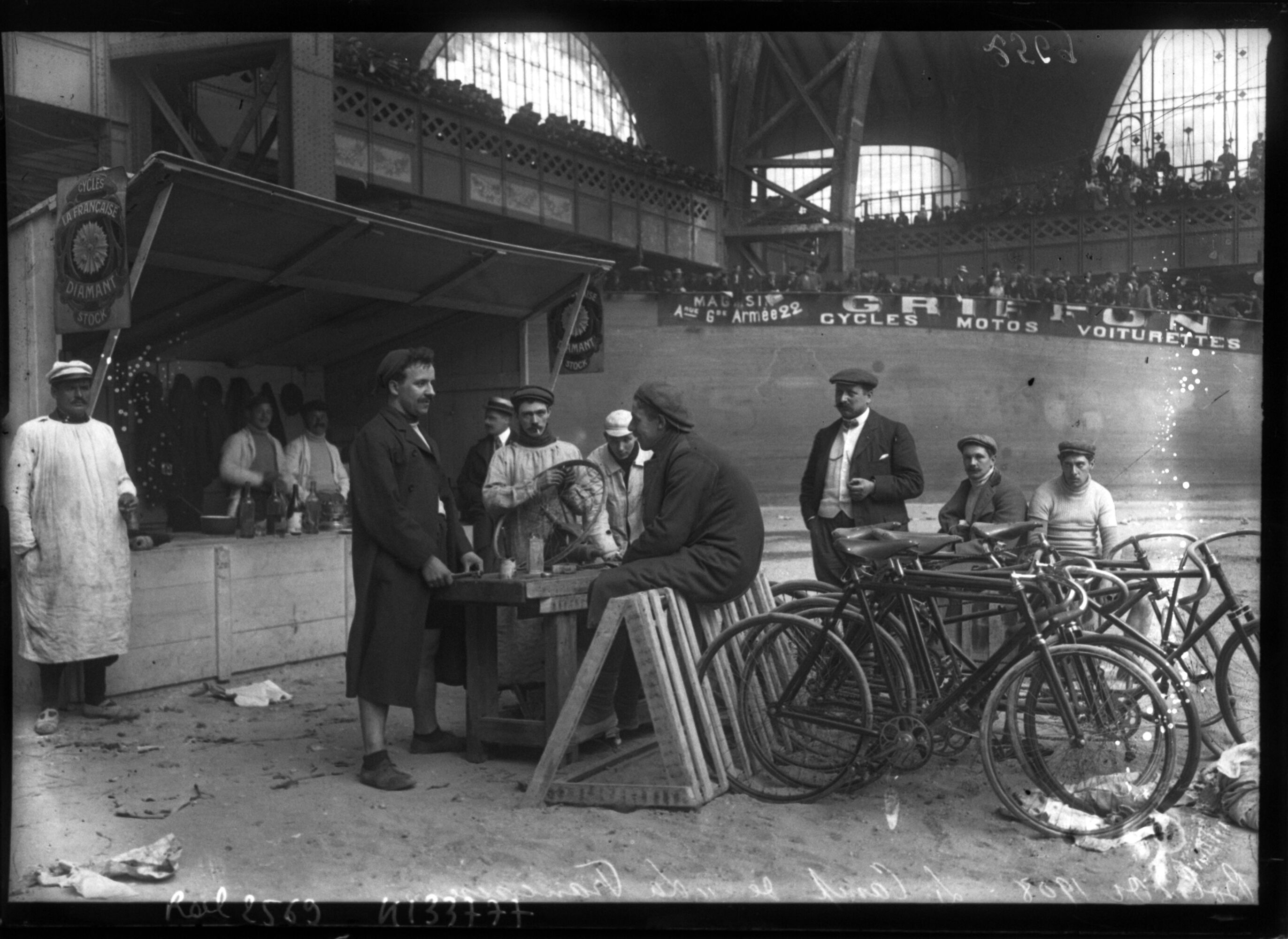
1908 l'équipe cycliste de "La Française" au bol d'or

L'équipe s'est toujours appelé La Française, ajoutant à ce nom à plusieurs reprises un sponsor secondaire. Il y eut dans l'ordre d'apparition, Persan (1907), Diamant (1911-1913, 1924, 1926, 1929-1930, 1948, 1950), Hutchinson (1914) et Dunlop (1928, 1931-1937, 1943-1944, 1946-1947, 1953, 1955).

## Coureurs

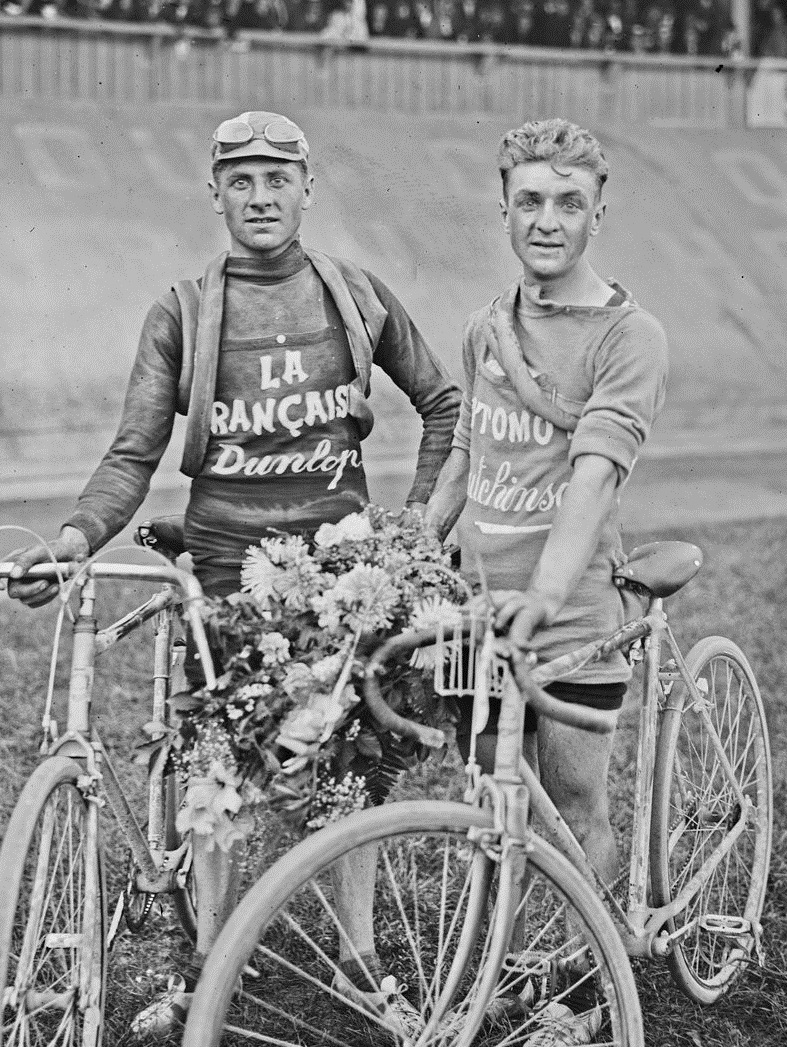
Finale du brevet militaire Wolber, stade Buffalo, le 12 août 1923, de g. à d. Alfredo Binda, 3e, Jean Bidot, 1er.

Les plus grands coureurs de l'époque ont couru pour l'équipe.
- Maurice Garin (1901-1904, 1911)
- Charles Laeser
- Jean Fischer
- Lucien Pothier (1903-1904)
- Charles Crupelandt
- Émile Georget
- Léon Georget
- Paul Duboc
- Octave Lapize
- Lucien Petit-Breton
- Eugène Christophe
- Léon Scieur
- Alfredo Binda
- Georges Ronsse
- Alfons Schepers
- Roger Lapebie
- Jacques Anquetil

## Victoires

### Grands Tours
- Tour de France : 1903, 1921
- 35 étapes sur le Tour de France
- 1 étape du Tour d'Italie 1911

### Classiques
- Paris-Brest-Paris (1901, 1911)
- Bordeaux-Paris (1902, 1907, 1910, 1911, 1912, 1929, 1930, 1938)
- Paris-Tours (1911, 1913, 1938)
- Paris-Bruxelles (1911, 1912, 1913)
- Paris-Roubaix (1912, 1914, 1929)
- Liège-Bastogne-Liège (1920, 1931, 1934)
- Tour des Flandres (1933)
- Flèche wallonne (1936)
- Gand-Wevelgem (1946)

### Autres courses importantes
- 1 étape sur le Tour du Pays basque
- 6 étapes de Paris-Nice
- Paris-Nice (1933)
- 1 étape du Critérium du Dauphiné libéré
- Grand Prix des Nations